# Robert von Zimmermann
Robert von Zimmermann (Praga, 2 novembre 1824 – Praga, 1º settembre 1898) è stato un filosofo austriaco.

## Biografia
Studiò filosofia, matematica e scienze naturali presso le università di Praga e Vienna. Dopo aver lavorato come assistente presso l'Osservatorio di Vienna, fu professore di filosofia presso l'Università di Olomouc (1850), Karls-Universität di Praga (1852) e l'Università di Vienna (1861). Nella sua opera principale, intitolata Estetica (1858-1865), fece una classificazione delle sue arti in modo diviso: "rappresentazione del materiale" (architettura e scultura), "rappresentazione percettiva" (pittura e musica) e "rappresentazione del pensiero" (letteratura); tra suoi allievi vu fu Kazimierz Twardowski.

## Estetica generale come teoria della forma
Nel 1865 Robert von Zimmermann pubblica Estetica generale come teoria della forma riguardante l'estetica formale herbartiana, dove, attraverso l'estetica formalista condivide un principio non metafisico bensì strutturale dell'arte, in polemica ad esempio con Friedrich Theodor Vischer, tipico rappresentante dell'estetica idealista. «Lo Zimmermann distingue tre forme d'arte: le arti figurative, determinate dai rapporti spaziali e temporali; la musica, determinata dai rapporti della sensibilità specifica; la poesia, determinata dalle relazioni di pensieri».

## Opere principali
- Leibnitz' Monadologie. Deutsch mit einer Abhandlung Über Leibnitz' und Herbart's Theorien des wirklichen Geschehens von Dr. Robert Zimmermann. Vienna, 1847;
- Leibnitz und Herbart. Eine Vergleichung ihrer Monadologien; gekrönte Preisschrift von Robert Zimmermann. Vienna, 1849;
- Was erwarten wir von der Philosophie? . Praga, 1852;
- Das Rechtsprinzip bei Leibnitz. Ein Beitrag zur Geschichte der Rechtsphilosophie . Vienna, 1852;
- Philosophische Propädeutik. Vienna, 1852;
- Über das Tragische und die Tragödie. Vienna, 1856;
- Ästhetik. Vienna, 1858-1865;
- Studien und Kritiken zur Philosophie und Ästhetik. Vienna, 1870;
- Samuel Clarkes Leben und Lehre. Vienna, 1870;
- Anthroposophie im Umriß. Vienna, 1882;
- Leibnitz bei Spinoza. Eine Beleuchtung der Streitfrage. Vienna, 1890.